# Saint-Jean-d’Hermine
Saint-Jean-d’Hermine község Franciaország Loire mente régiójában, Vendée megyében. Új községként 2025. január 1-jén jött létre Sainte-Hermine és Saint-Jean-de-Beugné község egyesítésével. Az egyesüléskor az új község lélekszáma 3646 fő lett. Lakosainak száma 3593 fő (2022. január 1.).

## Népesség
| 2021 | 3 573 |
| 2022 | 3 593 |